# Acalissus
Acalissus (łac. Dioecesis Acalissensis) – stolica historycznej diecezji w Cesarstwie Rzymskim (prowincja Licja), współcześnie w Turcji. Od 1924 jest katolickim biskupstwem tytularnym. 

## Biskupi tytularni
| Lp. | Biskup                             | Funkcja                                   | Od                  | Do               |
| --- | ---------------------------------- | ----------------------------------------- | ------------------- | ---------------- |
| 1   | Louis-Michel-François Tardy CSSp   | wikariusz apostolski Gabonu               | 18 grudnia 1925     | 28 stycznia 1947 |
| 2   | Thomas Francis Markham             | biskup pomocniczy Bostonu (USA)           | 18 lipca 1950       | 9 lipca 1952     |
| 3   | Domingos da Apresentação Fernandes | biskup pomocniczy Aveiro (Portugalia)     | 13 grudnia 1952     | 11 sierpnia 1958 |
| 4   | Benigno Chiriboga SJ               | biskup pomocniczy Quito (Ekwador)         | 15 listopada 1958   | 5 grudnia 1963   |
| 5   | Ivan Ljavinec                      | greckokatolicki egzarcha apostolski Czech | 18 stycznia 1996    | 9 grudnia 2012   |
| 6   | Joseph Trân Văn Toàn               | biskup pomocniczy Long Xuyên (Wietnam)    | 5 kwietnia 2014     | 25 sierpnia 2017 |
| 7   | Thanh Thai Nguyen                  | biskup pomocniczy Orange (USA)            | 6 października 2017 |                  |